# 金子般我的明星
《金子般我的明星》（：／）是韓國ENA自2025年8月18日起播出的月火電視劇，也是Genie TV於同日上線的原創電視劇，由《潘朵拉：偽造的樂園》、《One the Woman》的导演崔英勳执导，《她的日與夜》的朴志夏編劇執筆，嚴正化、宋承憲、李伊、吳代煥主演。
臺灣與香港分別由friDay影音、Viu於同日上線。

## 演员阵容

### 主要人物
- 嚴正化（青年：張多皒） 饰演 奉清慈／壬洗拉

失去了25年光陰的頂流明星，一睜眼卻成為了普通民眾。為了找回昔日的記憶及耀眼位置，準備展開一場淚流滿面的復出。
- 宋承憲（青年：李敏宰） 饰演 獨孤哲

目標是重回重案組的交通警察，但當一位自稱是25年前頂流明星壬洗拉的出現，讓他的人生出現了翻天覆地的變化。
- 李伊（青年：李多妍） 饰演 高熙英

長年活在壬洗拉光芒之下的配角，因壬洗拉的消失頂替了她的位置一躍成為了頂流明星。
- 吳代煥（青年：許建永） 饰演 姜斗元

25年前為壬洗拉的經紀人，現為韓國代表性娛樂公司二一娛樂的CEO。

### 其他人物
- 車清華（青年：韓知曉） 飾演 閔太淑

壬洗拉的美妝師，並成為清潭洞最熱門的美妝店的代表院長。
- 玄奉植（青年：金尚宇） 飾演 具南柱

曾經紅極一時，甚至與洗拉攜手出演電視劇，如今卻僅在日日劇中擔任小配角，勉強維持表面上的藝人身份。
- 趙軟希（青年：宋詩安） 飾演 史善英

擁有百萬訂閱的時尚YouTuber，25年前曾擔任洗拉的私人造型師。
- 柳泰浩 飾演 奉錫封

清慈、白慈的生父。
- 朱忍英（青年：尹諧彬） 飾演 奉白慈

清慈的妹妹，餃子店老闆。
- 都嬴諝 飾演 奉多熙

奉白慈的女兒。
- 鄭海均 飾演 閔國熙

首爾市議員。
- 金東均 飾演 廉秉吉

獨孤哲的上司。
- 許在浩 飾演 姜大秀

開車撞壬洗拉的人。
- 高漢民 飾演 朱勝弼

## 收視率
《金子般我的明星》於2025年8月18日在韓國有線電視ENA開播，首集取得1.3%的收視率，低於前一檔《退貨兒童》的開播收視（1.7%）與最終回收視（2.3%）。第2集創下自身最高收視1.9%。與同期同日播映的戲劇相比，本劇收視低於tvN月火劇《初次，為了愛》。
| 季數 | 季數 | 每季集數 | 每季集數 | 每季集數 | 每季集數 | 每季集數 | 每季集數 | 每季集數 | 每季集數 | 每季集數 | 每季集數 | 每季集數 | 每季集數 |
| 季數 | 季數 | 1        | 2        | 3        | 4        | 5        | 6        | 7        | 8        | 9        | 10       | 11       | 12       |
| ---- | ---- | -------- | -------- | -------- | -------- | -------- | -------- | -------- | -------- | -------- | -------- | -------- | -------- |
|      | 1    | 待定     | 428      | 待定     | 待定     | 待定     | 待定     | 待定     | 待定     | 待定     | 待定     | 待定     | 待定     |

| 集數 | 播出日期      | 尼爾森全國收視率 | 尼爾森全國收視率 | 尼爾森首都圈收視率 | 尼爾森首都圈收視率 |
| 集數 | 播出日期      | 家庭戶比例       | 人數（百萬）     | 家庭戶比例         | 人數（百萬）       |
| ---- | ------------- | ---------------- | ---------------- | ------------------ | ------------------ |
| 1    | 2025年8月18日 | 1.35%            | 待定             | 1.2%               | 待定               |
| 2    | 2025年8月19日 | 1.901%           | 0.428            | 1.775%             | 0.195              |
| 3    | 2025年8月25日 | 待定             | 待定             | 待定               | 待定               |
| 4    | 2025年8月26日 | 待定             | 待定             | 待定               | 待定               |